# Seznam dílů pořadu Dějiny udatného českého národa
Toto je seznam dílů pořadu Dějiny udatného českého národa. Český televizní pořad pro děti byl vyroben Českou televizí a odvysílán premiérově v letech 2010–2012. Celkem bylo natočeno 111 dílů.

## Seznam dílů

### Pravěk
1. Lovci mamutů
2. Pravěcí zemědělci

### Starověk
1. Doba kovů
2. Keltové
3. Keltská kouzla
4. Germáni

### Středověk
1. Stěhování národů
2. Praotec Čech
3. Sámova říše
4. Velká Morava
5. Báje
6. Bořivoj a Ludmila
7. Svatý Václav
8. Boleslav II. Pobožný
9. Svatý Vojtěch
10. Čechy na přelomu tisíciletí
11. Oldřich a Božena
12. Sázavský klášter
13. Břetislav a Jitka
14. Vratislav II.
15. Kosmas
16. Zmatky na přelomu 11. a 12. století
17. Soběslav
18. Vladislav II.
19. Bruncvík
20. Přemysl I. Otakar
21. Václav I.
22. Svatá Anežka
23. Přemysl II. Otakar
24. Braniboři v Čechách
25. Václav II.
26. Václav III.
27. Růst měst ve 13. století
28. Hrady
29. Co dál ve 14. století
30. Jan Lucemburský
31. Mládí Karla IV.
32. Karel IV. - hvězdná kariéra
33. Karel IV. stavitel
34. Václav IV.
35. Gotická móda
36. Jan Hus
37. Husité v boji za pravdu
38. Husité proti všem
39. Zničená země
40. Jiří z Poděbrad
41. Petr Chelčický
42. Jagellonci na českém trůně
43. Dalibor
44. Kutnohorští havíři

### Novověk
1. Nástup Habsburků
2. Renesance
3. Pražský orloj
4. Podnikavá šlechta
5. Židé v českých zemích
6. Rudolf II.
7. Astronomové na dvoře Rudolfa II.
8. Golem
9. Kryštof Harant
10. Středověká medicína a Jan Jesenius
11. Bílá Hora
12. Poprava 27 českých pánů
13. Třicetiletá válka
14. Albrecht z Valdštejna
15. Jan Amos Komenský
16. Co dál po třicetileté válce
17. Baroko
18. Jezuité
19. Hrabě Špork
20. Barokní umění
21. Procesy s čarodějnicemi
22. Selské bouře
23. Marie Terezie
24. Reformy Marie Terezie
25. Školská reforma Marie Terezie
26. Osvícenci v českých zemích
27. Josef II.
28. Zemědělství a vítězství brambor
29. Manufaktury
30. Konec reforem
31. Věk páry
32. Národní obrození
33. Literatura, Divadlo a Národní obrození
34. Revoluce 1848
35. Bachův absolutismus a Karel Havlíček Borovský
36. Prusko-rakouská válka
37. Národní divadlo
38. Rukopisy
39. Staročeši a Mladočeši
40. Bouřlivý rozvoj vědy a techniky
41. Spolkový život v 19. století
42. Soužíti Čechů, Němců a Židů u nás
43. První světová válka
44. První odboj a legie
45. Vznik Československa
46. Rozvoj průmyslu mezi válkami
47. Kultura v meziválečném Československu
48. Velká hospodářská krize
49. Mnichov
50. Druhá světová válka
51. Protektorát
52. Osvobození
53. Padesátá léta I.
54. Padesátá léta II.
55. Ostrůvky normálnosti v padesátých letech
56. Šedesátá léta
57. Pražské jaro
58. Normalizace
59. Disent, Charta, 80. léta
60. Sametová revoluce
61. Přípitek na závěr